# Brdów
Brdów is een plaats in het Poolse district  Kolski, woiwodschap Groot-Polen. De plaats maakt deel uit van de gemeente Babiak en telt 900 inwoners.